# Орех серый
Оре́х се́рый (лат. Júglans cinérea) — вид деревьев рода Орех семейства Ореховые. Ботаники выделяют этот вид в отдельную секцию Trachycaryon. Родиной растения являются приатлантические штаты Северной Америки.

## Ботаническое описание

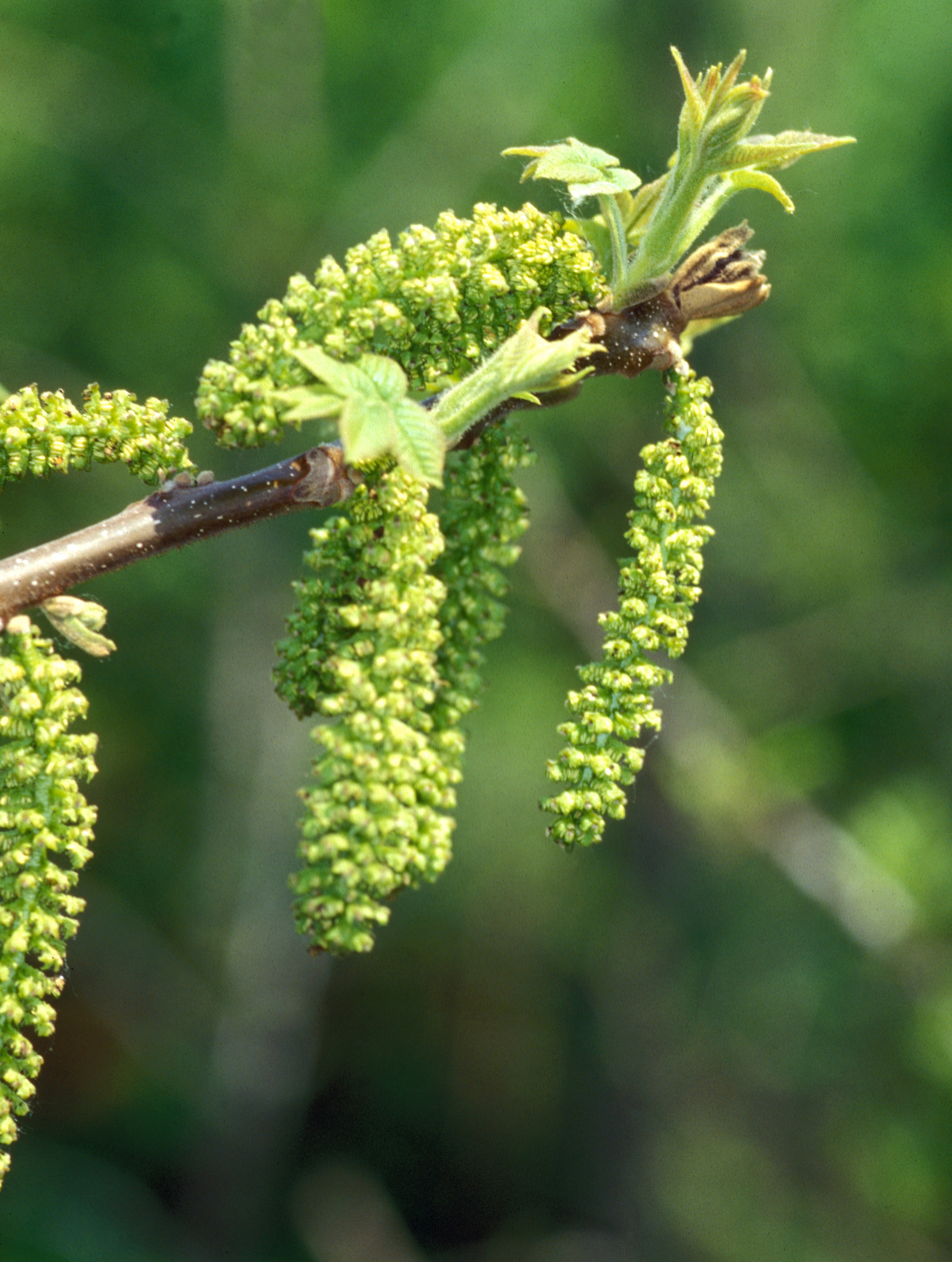
Мужские соцветия и молодые листья ореха серого

Это листопадное дерево, похожее на орех маньчжурский.
Корневая система смешанная с неглубоко идущим стержневым корнем и отходящими от него много численными боковыми корнями.
Кора ствола светло-серая, растрескивающаяся, побеги зеленовато-серые до красновато-коричневых, при появлении железисто-опушенные, клейкие. Почки сероопушенные, конечные длиной 12—12 мм, боковые одна над другой, до 3 мм.
Листья сложные, формой похожи на листья ореха маньчжурского, но короче. Обычно длина листа не превышает одного метра. Крона выглядит очень декоративно.
Плоды имеют на поверхности видимые рёбра. Скорлупа ореха извилиста, напоминает вставшие дыбом чешуйки рыб. Эти чешуйки прочно удерживают зелёную оболочку ореха. Отделить её от ореха очень сложно. Сверху оболочка липкая, смолистая. На вкус горькая, йодистая. Долго остаётся зелёной и часто так и уходит под снег. Все эти приспособления нужны для защиты от белок. В ботанических садах они сначала используют в пищу орехи маньчжурские, а серые лишь в оттепели или ранней весной. Орехи, не прикрытые листьями или землёй, к весне теряют всхожесть.

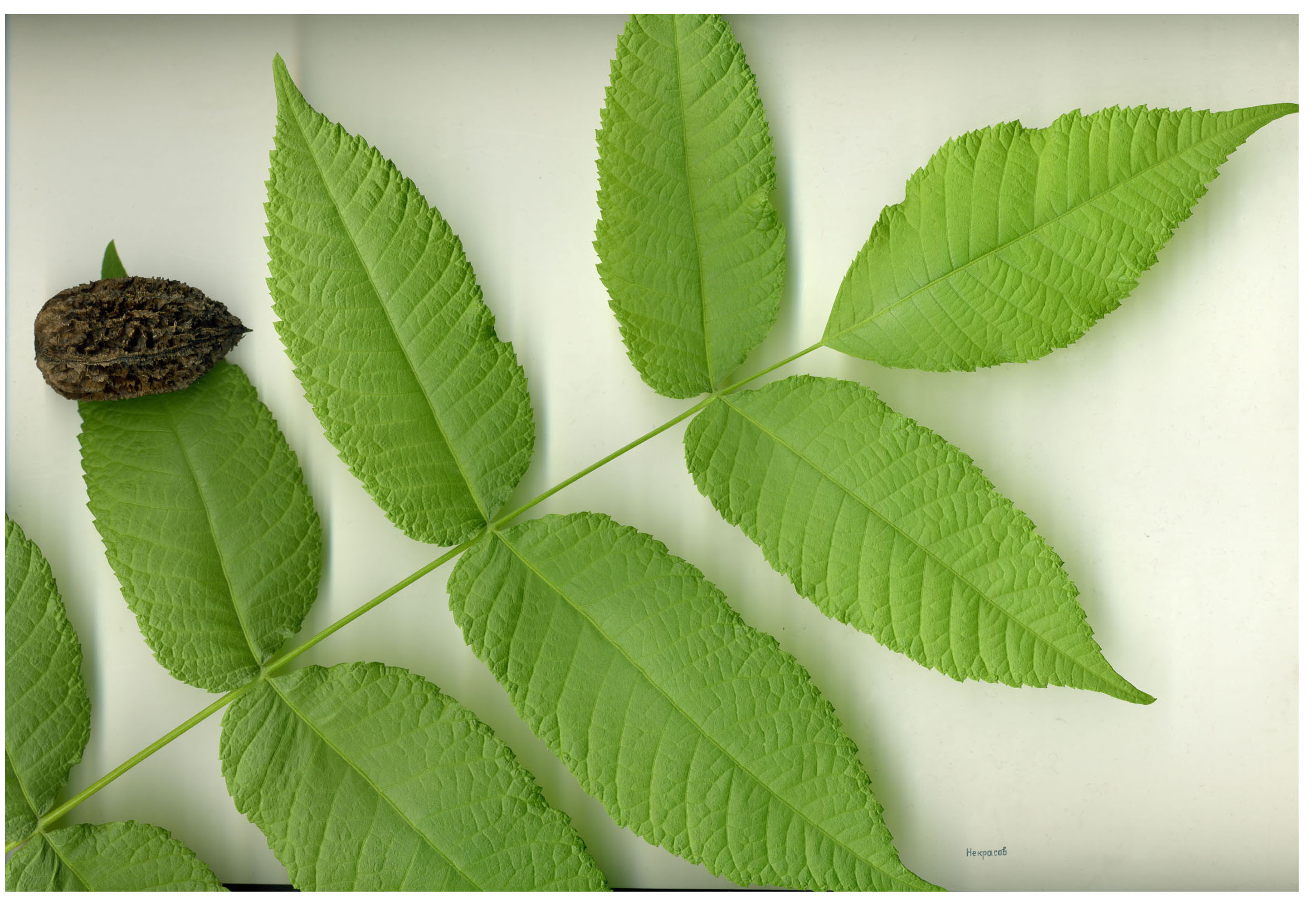
Орех серый. Лист и орех

## Распространение и экология
Это дерево уникально своей зимостойкостью. На Американском континенте это самый холодостойкий из орехов. Природный ареал распространяется на территорию Канады (провинции Нью-Брансуик и юг Онтарио и Квебека). В Евразии подобная морозостойкость есть только у ореха маньчжурского. Серый орех нормально переносит зимы на широте Москвы, где это дерево можно увидеть в ботанических садах.
В ботаническом саду Всесоюзного института лекарственных и ароматических растений (ВИЛАР) Академии наук (Москва) деревья возрастом 40—50 лет имеют высоту около 15 м и диаметр ствола около 50 см. Орехи разносятся белками на расстояние до одного километра, где сами прорастают.
Растет на глубоких плодородных свежих почвах; на родине — в долинах рек и на пологих склонах в виде единичных деревьев и группами в смешанных лесах совместно с дубом, липой, буком, каштаном, позднецветной черемухой, тюльпанным деревом, ниссой и др. На севере соседствует с кленом сахарным и березой желтой. Плодоносит с 8 — 12 лет. Довольно светолюбив и морозоустойчив, зимостоек во многих пунктах Канады. 

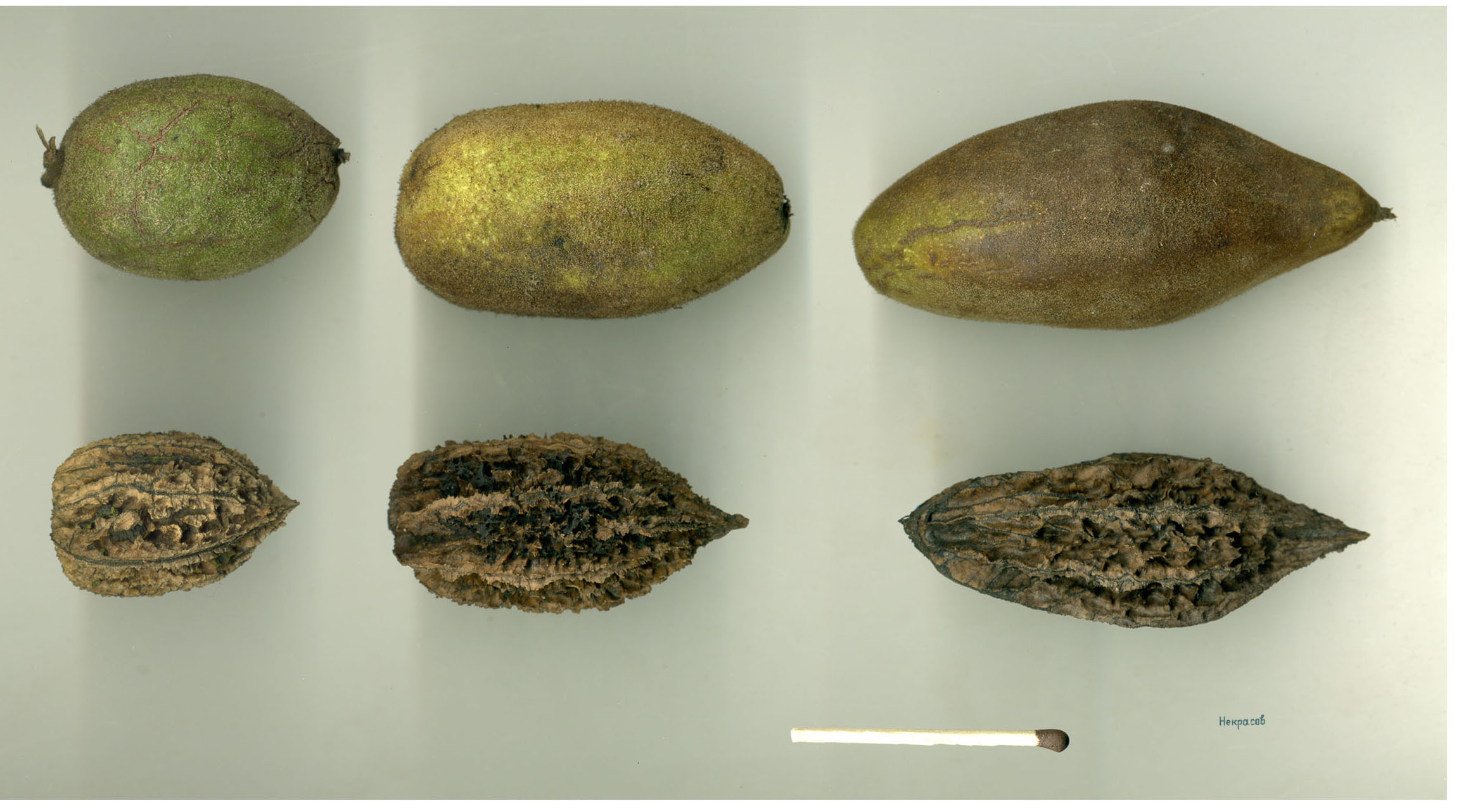
Орех серый. Плоды и орехи

## Гибриды
Серый орех легко образует гибриды с евразийскими видами (орехом грецким, маньчжурским, айлантолистным (Зибольда и сердцевидным).
В Ботаническом саду Московской медицинской академии им. И. М. Сеченова растет гибрид ореха серого и сердцевидной формы ореха айлантолистного (Juglans ailantifolia var. cordiformis). Он называется орех ланкастерский. Это новая орехоплодная культура для территорий с холодным климатом. Урожайность высокая, до 50 кг с одного дерева. Орехи имеют тонкую скорлупу, раскалываются не сложно, зерно легко достаётся, чего нельзя сказать о грецких орехах. Ядро сладкое, вкусное, без горчинки, которая есть у грецкого ореха. Размер ядра вдвое больше, чем у лесного ореха лещины.

## Значение и применение
Орехи съедобны, но извлечь ядро очень сложно. Ядро мелкое, но сладкое и маслянистое, жирность 57—62%. В США употребляется в кондитерской промышленности. Масса эндокарпа 13,4 грамма, выход ядра 17,8%. Наружная оболочка плода (перикарп) при созревании не растрескивается, после очистки плодов используется для окрашивания шерстяных и суконных тканей в тот же цвет. Путем подсочки из ствола добывается сладкий сок, из которого готовят сироп.
Древесина серовато-коричневого цвета, плотностью 0,38—0,49 г/см³, менее ценная, чем у ореха чёрного, однако используется для различных изделий, изготовления фанеры и идет на отделку панелей стен, вагонов и пр. Древесина ореха серого, выросшего в Винницкой области изучалась Добровольским В. И. Плотность её в абсолютно сухом состоянии 0,34 г/см³, коэффициент крепости на сжатие вдоль волокон 342 кгс/см², на статический изгиб в тангентальном направлении 437 кгс/см², твёрдость 234 кгс/см². По этим показателям уступает древесине ореха чёрного и близка к древесине тополя или даже липы. Однако цветная древесина ореха серого хорошо шлифуется и полируется, интересна по текстуре и потому широко употребляется в мебельном и столярном производствах.
|                                                                                   |  |
| Слева направо: Сечение ореха. Сечение ореха (с ядром). Молодой плод ореха серого. |  |